# Pierluigi Di Già
Pierluigi Di Già (Milano, 22 marzo 1968) è un ex calciatore italiano, di ruolo centrocampista.

## Carriera
Cresce nell'Inter e nella stagione 1987-1988 fa l'esordio da professionista in Serie B con la maglia del Parma, dove in due stagioni raccoglie 63 presenze e 2 gol.
Rientrato all'Inter nella stagione con lo scudetto cucito sul petto, scende in campo 11 volte. Nel 1990 passa al Bologna continuando a calcare i campi di Serie A per due stagioni con 62 match disputati ed una rete.

Di Già (accosciato, secondo da destra) nel Bologna del 1990-1991

Nel 1992 viene acquistato dal Venezia dove in tre stagioni in Serie B segna 6 gol nelle 70 partite giocate. Nel 1995 nuovo cambio di maglia destinazione Palermo: due stagioni in serie cadetta (38 presenze e 4 gol) concluse con la retrocessione in Serie C1. Continua a giocare in B la maglia del Pescara raccogliendo ulteriori 22 presenze condite da una rete.
Ai nastri di partenza della stagione 1998-1999 rimane disoccupato, salvo poi trovare un accordo con il Marsala con il quale ottiene la salvezza ai play-out.
Nel 1999 tenta la pista estera, andando a giocare in Australia con i Marconi Stallions (8 apparizioni). Nel 2000 torna in Italia per vestire i colori granata della Reggiana in Serie C1 per una stagione e mezza, ottenendo una salvezza ai play-out.
Nel gennaio 2002 passa alla Villacidrese in Serie D dove conquista la seconda posizione in classifica. Nel 2002 inizia nuovamente la stagione da disoccupato, salvo poi accasarsi al Tivoli in Serie C2 dove conclude la sua carriera.

### Palmares
Oro:  1990  Mondiale Militare

### Allenatore
Dopo aver terminato la carriera di giocatore, per tre anni ha allenato le giovanili del Bologna. Nel 2019 è direttore generale dell'Ausonia